# 普萊費爾山脈
73°55′S 63°25′W / 73.917°S 63.417°W
普萊費爾山脈（英語：Playfair Mountains），是南極洲的山脈，位於帕爾默地，處於斯萬冰川和斯夸爾斯冰川之間，美國地質調查局根據測量和該國海軍的空中照片繪入地圖，現時由南極條約體系管理。